# Antersham
Antersham ist ein Dorf in der Gemeinde Diersbach in Oberösterreich (Bezirk Schärding). Die Ortschaft hat 130 Einwohner (Stand 1. Jänner 2024) und ist damit bezogen auf die Bevölkerung der zweitgrößte Ortsteil der Gemeinde.

## Geographie
Antersham ist ein Dorf der Gemeinde Diersbach, das rund zwei Kilometer südlich des Ortszentrums von Diersbach entfernt. Das Dorf befindet sich dabei im südlichen Teil des Gemeindegebietes in der Katastralgemeinde Kalling. Südlich und südöstlich befindet sich die Grenze zur Gemeinde Andorf, westlich jene zur Taufkirchen an der Pram. Zu Antersham gehört auch der Ortsteil Antershamerau, wobei die beiden Ortsteile durch die Pram getrennt sind. Vom Ortszentrum ist Antersham über die Eisenbirner Landesstraße (L 515) und in weiterer Folge über die Kallinger Bezirksstraße (L 1127) erreichbar. Nördlich des Dorfes verläuft zudem die Eferdinger Straße (B 129). Nachbarorte von Antersham sind Alfersham und Edengrub im Norden, Inding im Nordwesten, Igling und Unterpramau im Westen, Oberschärdingerau im Südwesten, Erlau, Winertshamerau und Hebertspram im Süden sowie Seifriedsedt und Grübmühle im Osten.

## Geschichte und Bevölkerung
Urkundlich wurde Antersham zwischen 1220 und 1240 als Antershaim bzw. 1235 als Entritsheim erstmals urkundlich genannt. Der Ortsname leitet sich dabei als „-heim“ Besitzname vom Althochdeutschen Personennamen Antrarich ab. Im 13. Jahrhundert war der Ortsteil vermutlich ein Freisitz oder kleiner Edelsitz der Chundegunde de Antershaim, wobei sich der Sitz auch im Nachbarort Inding befinden haben könnte. Chundegunde wurde nämlich auch als Chundegunde de Intinge gemeinsam mit ihrem Gatten Sigehard in den Urkunden des Hochstifts Passau genannt. Möglicherweise gab es auch in beiden Ortsteilen einen Freisitz, wobei die Besitzer miteinander verheiratet waren. Über die Jahrhunderte verschwanden einige Anwesen in Antersham, wobei etwa der Bartlbauer, das Zöhrergut, der Höhsollner und der Germsieder zu nennen sind. Das Ortbauergut wurde nach einem Brand 1883 nicht mehr wieder errichtet während der Pichlbauer in der zweiten Hälfte des 19. Jahrhunderts seine Gründe verlor. Antersham gehört pfarrlich und schulisch nicht zu Diersbach, sondern zur Pfarre bzw. zum Volksschulsprengel Taufkirchen an der Pram.
In Antersham lebten 1869 117 Menschen in 18 Häusern. Bis zum Jahr 1910 sank die Einwohnerzahl auf 100 Personen, wobei die Ortschaft auf 16 Gebäude geschrumpft war. Zu diesem Zeitpunkt lebten lediglich Katholiken in der Gemeinde, das Geschlechterverhältnis war nahezu ausgeglichen. Bis 1923 sank die Einwohnerzahl des Dorfes weiter leicht auf 92 Personen, wobei die Anzahl der Gebäude mit 16 gleich geblieben war. In diesem Jahr weist die Statistik auch den Ortsteil Antershamerau aus, wobei Antersham 14 Gebäude und 82 Einwohner und Antershamerau zwei Gebäude und zehn Einwohner umfasste. Nach dem Schrumpfungsprozess begann das Dorf in der Folge wieder zu wachsen, wobei 1951 bereits 22 Häuser und 119 Einwohner gezählt wurden. 1971 wies der Ort bereits 25 Gebäude auf, wobei die Einwohnerzahl leicht auf 114 Personen geschrumpft war. Das Dorf umfasste dabei 19 Gebäude und 93 Einwohner, die Streusiedlung Antershamerau sechs Gebäude und 21 Einwohner. Danach war der Ortsteil neuerlich auf insgesamt 91 Einwohner geschrumpft, wobei bereits 27 Gebäude bestanden. Das Dorf umfasste dabei 21 Gebäude und 71 Einwohner, die Streusiedlung sechs Gebäude und 21 Einwohner. 2001 hatte Antersham nach einem erneuten Wachstumsschub wieder 122 Einwohner, wobei die Zahl der Gebäude sprunghaft auf 37 gewachsen war. 2011 beherbergte die Ortschaft 125 Einwohner.